# علاء الدين (مسلسل)
هيلول علاء الدين المتداول الجزائري ولد في عام [3/8/2005] دارس كلا فرعي ( الفوركس - أسم الشركات ) { FOREX }-{the stock } وقامة الشرطة الجزائرية بممصادرة مبلغ بقيمة 250k$ و مع ذلك لم يتوقف وهو الأن يقوم بدوراة حضورية و أيضن دوراة en ligne على الأنستغرام ؛ alaa__officielll

## قصة المسلسل
قصة علاء الدين من القصص الخيالية حيث تقول أنه شاب من العراق في زمن الخلافة الإسلامية وكان لصاً صعلوكاً أحبته ابنة الخليفة الهاربة من القصر ومن هنا جسدته الشركة الكبرى والت ديزني مع وجود بعض الاختلافات، تدور القصة حول البطل علاء الدين الذي ينقذ مدينة {اغربه} في كل حلقة بقصة جديدة وحوار جديد هو والجني والقرد (عبو) وبساط الريح ويكون علاء الدين مغرما بياسمين ابنة السلطان فيحاول كثيرا ان يبعد عنها الأشرار ويبعد عن مدينته الأذى فهو شخص يحب ان يساعد الناس عرض باللغة الإنجليزية وعرض باللغة العربية باللهجة المصرية ثم أعيدت دبلجتها بالعربية الفصحى.

## القصة الحقيقية
كيقباد الأول وهو علاء الدين كيقباد بن كيكاوس سلطان سلاجقة الروم في الفترة ما بين 1220 و1237 ميلادي. كان سنيا قائدا عسكريا ماهرا، اهتم بتشيد المساجد والقلاع، وحافظ على حدود الدولة الإسلامية وحارب النصارى البيزنطيين. كانت الدولة السلجوقية تحيا في مجدها في عصره. أما زوجته وهي بالمؤكد محبوبته كانت تدعي «خوند خاتون» وهو لقب تركي يعني السيدة الأولى للسلطان. أما اسمها فهو “ماهي بري” والجزء الأول منه يعني “القمر” في اللغة الفارسية. أمرت بتشييد أول مركز معمارى متعدد الأغراض بمدينة قيسارية بالأناضول فاتحة الباب بعد ذلك لظهور المجمعات المعمارية التي انتشرت في مدن الأتراك ثم القاهرة والشام خلال العصر المملوكي. وهذا المجمع يشل حماماً ومسجداً ومدرسة، والحمام من أوجه البر كما لاحظ الرحالة المغربي “ابن بطوطة”نظراً لبرودة أجواء تلك الأصقاع حتى عد توفير الماء الساخن للاستحمام إعانة على التطهر اللازم لكل مسلم ومسلمة كأحد شروط صحة الصلاة. أما المدرسة خصصت لتدريس الفقه الإسلامي على المذهب الحنفي السائد بين الأتراك.

## روابط خارجية
- علاء الدين على موقع IMDb (الإنجليزية)
- علاء الدين على موقع ميتاكريتيك (الإنجليزية)
- علاء الدين على موقع روتن توميتوز (الإنجليزية)
- علاء الدين على موقع كينوبويسك (الروسية)
- علاء الدين على موقع ألو سيني (الفرنسية)
- علاء الدين على موقع قاعدة بيانات الفيلم (الإنجليزية)
- مسلسل علاء الدين في قاعدة بيانات الرسوم المتحركة الكبيرة